# Makiravalkuil
De makiravalkuil (Athene roseoaxillaris synoniem: Ninox roseoaxillaris) is een vogel uit de familie Strigidae (Echte uilen).

## Verspreiding en leefgebied
Deze soort is endemisch op  Makira (zuidoostelijke Salomonseilanden).

## Status
De grootte van de populatie is in 2016 geschat op 2500-10.000 volwassen vogels. Op de Rode lijst van de IUCN heeft deze soort de status kwetsbaar.